# Рейс 93 (фільм)
«Рейс 93» (англ. Flight 93) — американсько-канадський драматичний телефільм 2006 р. режисера Пітера Маркла, в якому розповідається про події на борту United Airlines Flight 93 під час терактів 11 вересня 2001 р. Прем'єра відбулася 30 січня на A&E Network і був ретрансльован кілька разів протягом 2006 р.
Фільм зосереджений в основному на восьми пасажирах — Тодд Бімер, Марк Бінгем, Том Барнетт, Джеремі Глік, Лорен Грандколас, Дональд Грін, Ніколь Міллер і Гонор Елізабет Вейніо. Невеликі ролі належать багато іншим персонажам, зокрема Дональду Петерсону і його дружині, Жан, а також стюардесі Сандрі Бредшоу.
Фільм був оцінений рейтингом PG-13 через деякі насильства та емоційне зображенням ситуації викрадення. Версія DVD випущена 26 червня 2006 р.

## Сюжет
Вранці 11 вересня 2001 року перший офіцер Лерой Гомер-молодший одягається в офіційну уніформу, цілує свою дружину і йде на роботу. Ватажок терористів Зіяд Джарра голиться у готельному номері, а потім їде в Міжнародний аеропорт Ньюарк.
В аеропорту пасажири і екіпаж здійснюють посадку в United Airlines Flight 93, в Сан-Франциско, разом з викрадачами. Незабаром після посадки Рейс 93 затримується на 41 хвилину через великий обсяг трафіку, в той час, як інші троє літаків викрадені під час зльоту.
Авіадиспетчери, які моніторять всі поточні рейси, зауважують, що рейс 11 American Airlines 11 вересня 2001, Boeing 767, здійснив поворот до Нью-Йорку, викрадач Мохаммед Атта робить загрозливу передачу з польотної палуби. Незабаром після цього Рейс 11 спускається в Нижній Манхеттен і врізається в північну башту Всесвітнього торгового центру, хоча авіадиспетчери не знають про це. Після катастрофи Рейсу 11 United Airlines Flight 175 починає знижуватися і повертатися обличчям до Нью-Йорку. Авіадиспетчери розуміють, що вони мають справу з викраденням. Контролери руху оповіщають ВПС США, які обговорюють збивати чи не збивати захоплений рейс. Авіадиспетчери і ВПС спостерігають, як літак 175 врізається в південну вежу Всесвітнього торгового центру в прямому ефірі.
Коли слова про удари літаків по Всесвітньому торговому центру досягають Рейс 93, капітан запитує, чи правда це. Ахмед аль Намі збирає підроблені бомби з глини і пластику під час сніданку, інші три викрадачі утримують стюардес, намагаючись проторити шлях у кабіну і здолати пілотів. Рейс 77 у цей час врізався в Пентагон в Арлінгтоні, штат Вірджинія.
Зіяд трясе літак у надії різко кинути пасажирів з рівноваги, але їм вдається розбити двері. Пасажири борються з двома викрадачами, щоб потрапити в кабіну, Зіяд ставить літак в піке і перевертає його вгору, пасажири, нарешті, отримують вхід у кабіну. Рейс 93 врізається в землю.

## Ролі
- Джеффрі Нордлінг — Том Барнетт
- Бреннан Елліотт — Тодд Бімер
- Кендалл Крос — Діна Барнетт
- Тай Олсон — Марк Бінгем
- Монна Майкл — Ліза Джефферсон
- Колін Глейзер — Джеремі Глік
- Ейпріл Телек — Ліз Глік
- Лаура Меннелл — Елізабет Вейн
- Домінік Рейнс — Зіад Ярра
- Зак Сантьяго —Ахмед аль-Хазнаві

## Критика
Рейтинг фільму на сайті IMDb — 6,3/10.